# Masyw korsykański
Masyw korsykański – należy do Alpidów Zachodnich. Ma cechy masywu śródgórskiego, oddziela Morze Tyrreńskie od zachodniej części Morza Śródziemnego, tworząc na powierzchni wyspy Korsykę i Sardynię.
Masyw korsykański (tak jak tworzone przez niego wyspy) zbudowany jest głównie ze skał krystalicznych i sfałdowanych skał palozoicznych.
Północno-wschodnią część Sardynii buduje masyw gnejsowo-granitoidowy, zachodnią sfałdowane osady paleozoiczne, przykryte na północy osadami jury i kredy oraz trzeciorzędowymi pokrywami skał wulkanicznych.
W zachodniej części Korsyki występuje masyw gnejsowo-granitoidowy, będący przedłużeniem masywu z północno-wschodniej Sardynii. Na gnejsach zalegają osady detrytyczne i węglanowe z fauną kambryjską, a na nich dyskordantnie zalegają osady ordowiku i syluru.
W wyniku mezozoicznych ruchów tektonicznych nastąpiło podzielenia masywu korsykańskiego na bloki, z których niektóre zostały obniżone, a inne podniesione. Ruchy trzeciorzędowe spowodowały powstanie rowów tektonicznych wypełnionych osadami neogenu i czwartorzędu.

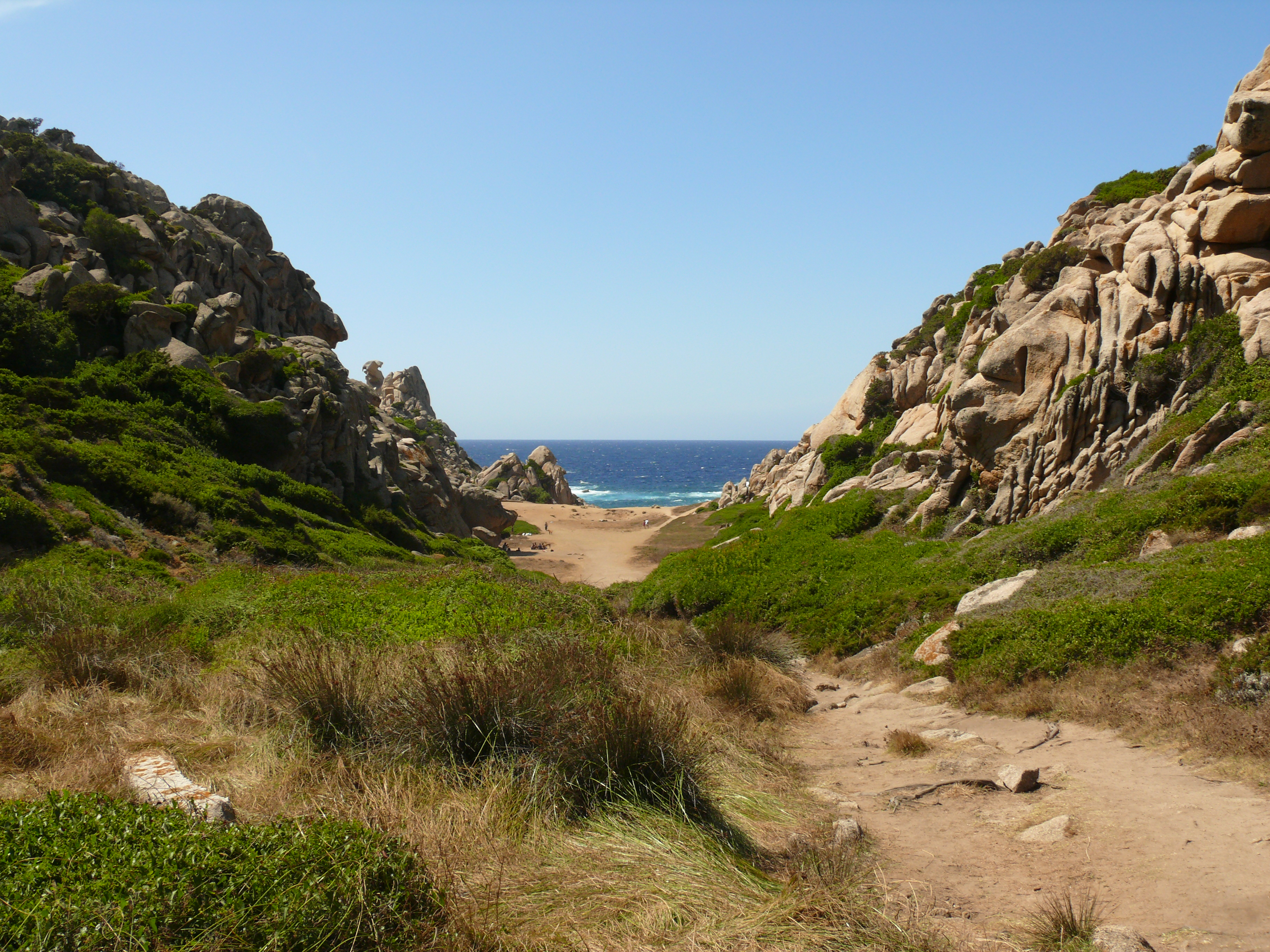
Granitowe krajobrazy Korsyki
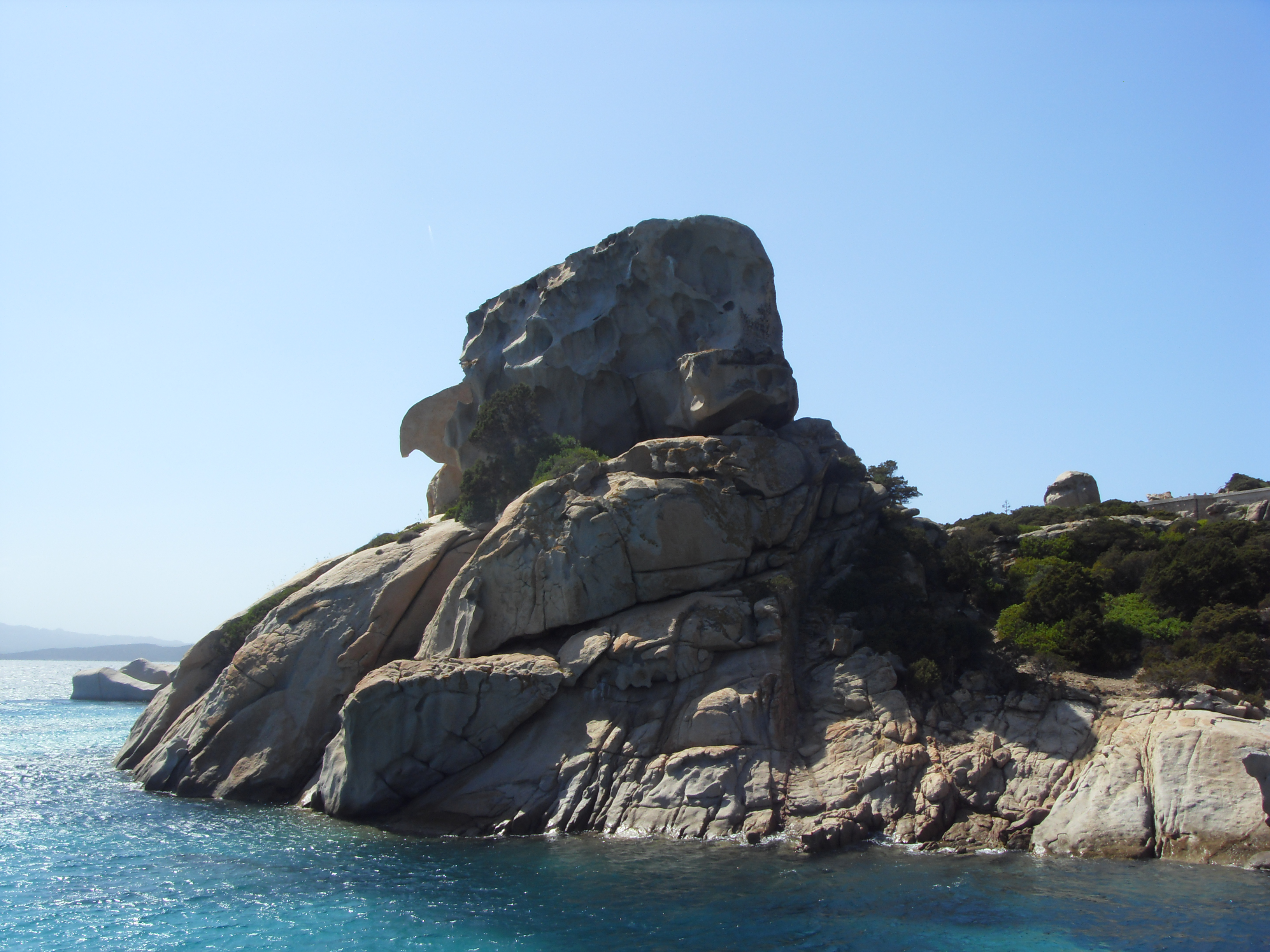
Granitowe skałki na Korsyce
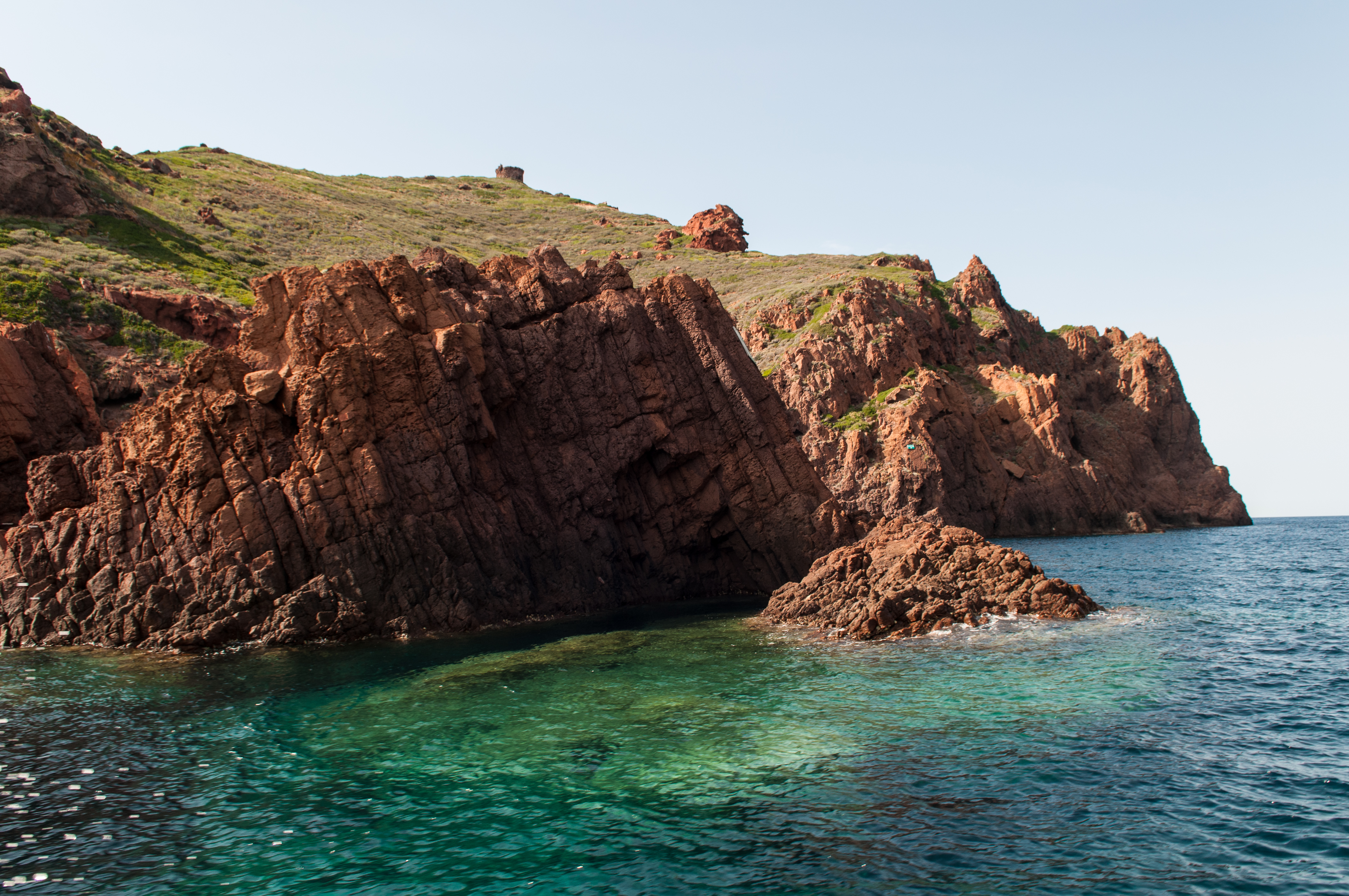
Granitowe wybrzeża Korsyki
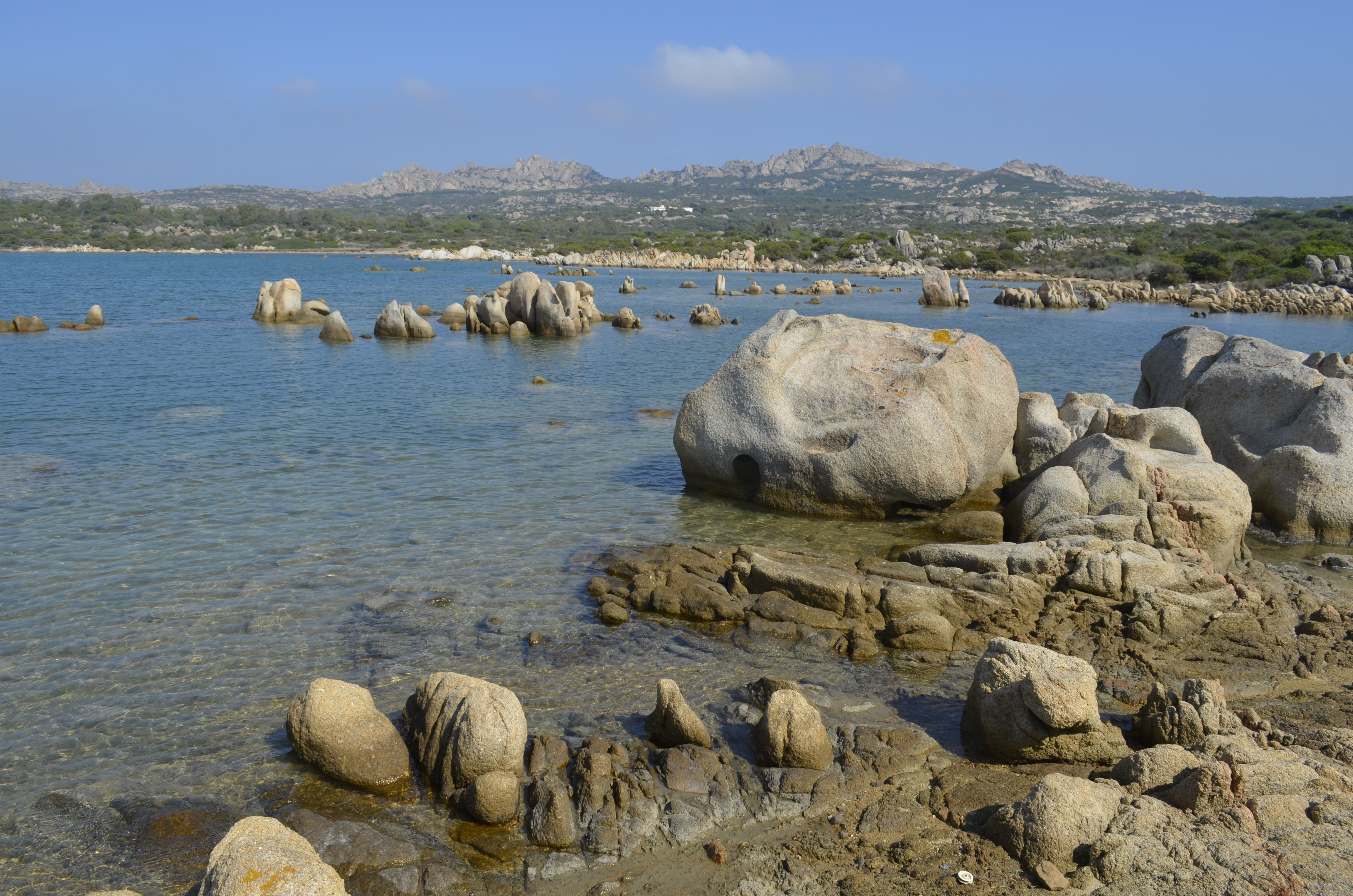
Granitowe wybrzeża Korsyki
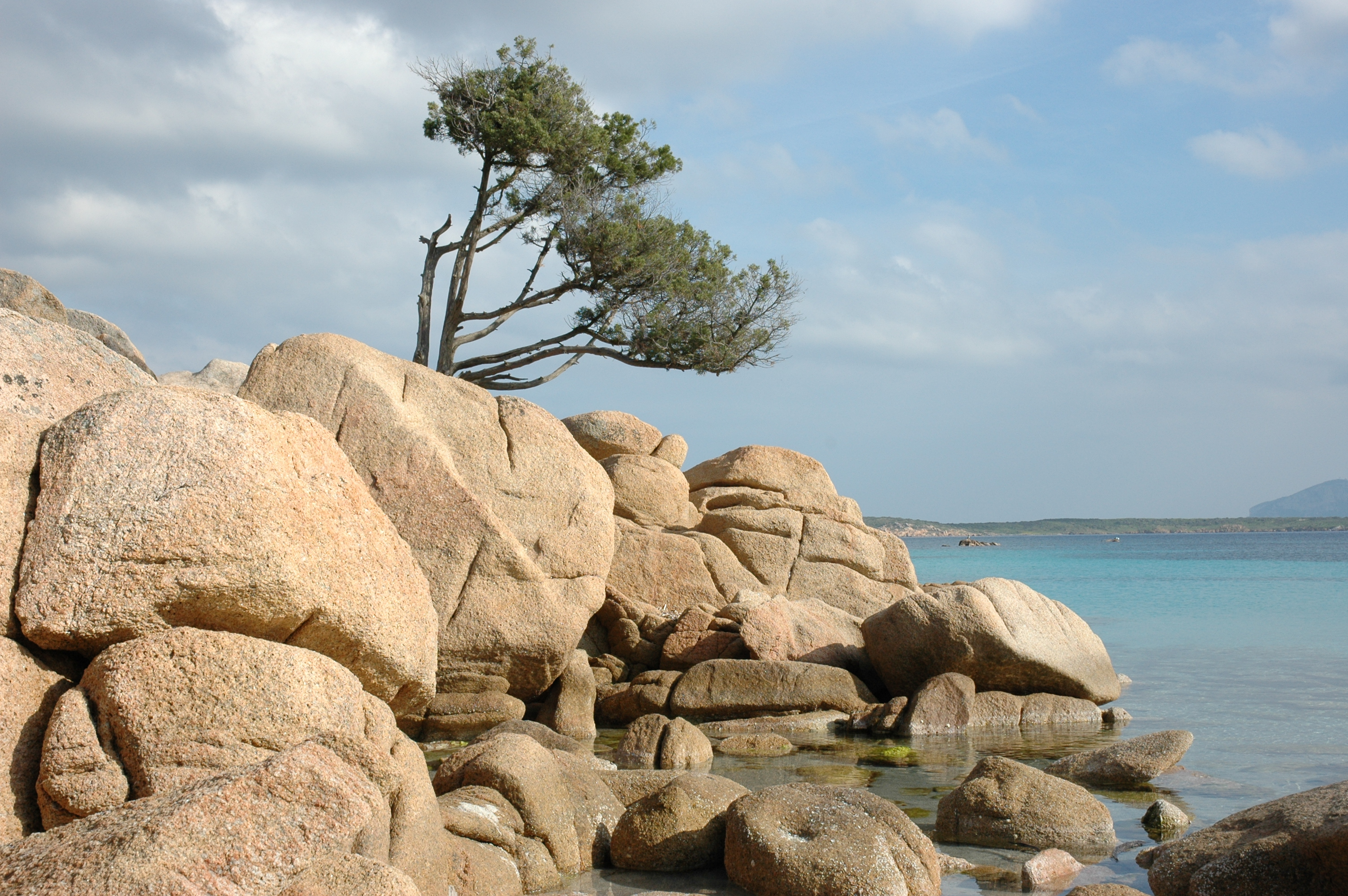
Granity na Sardynii
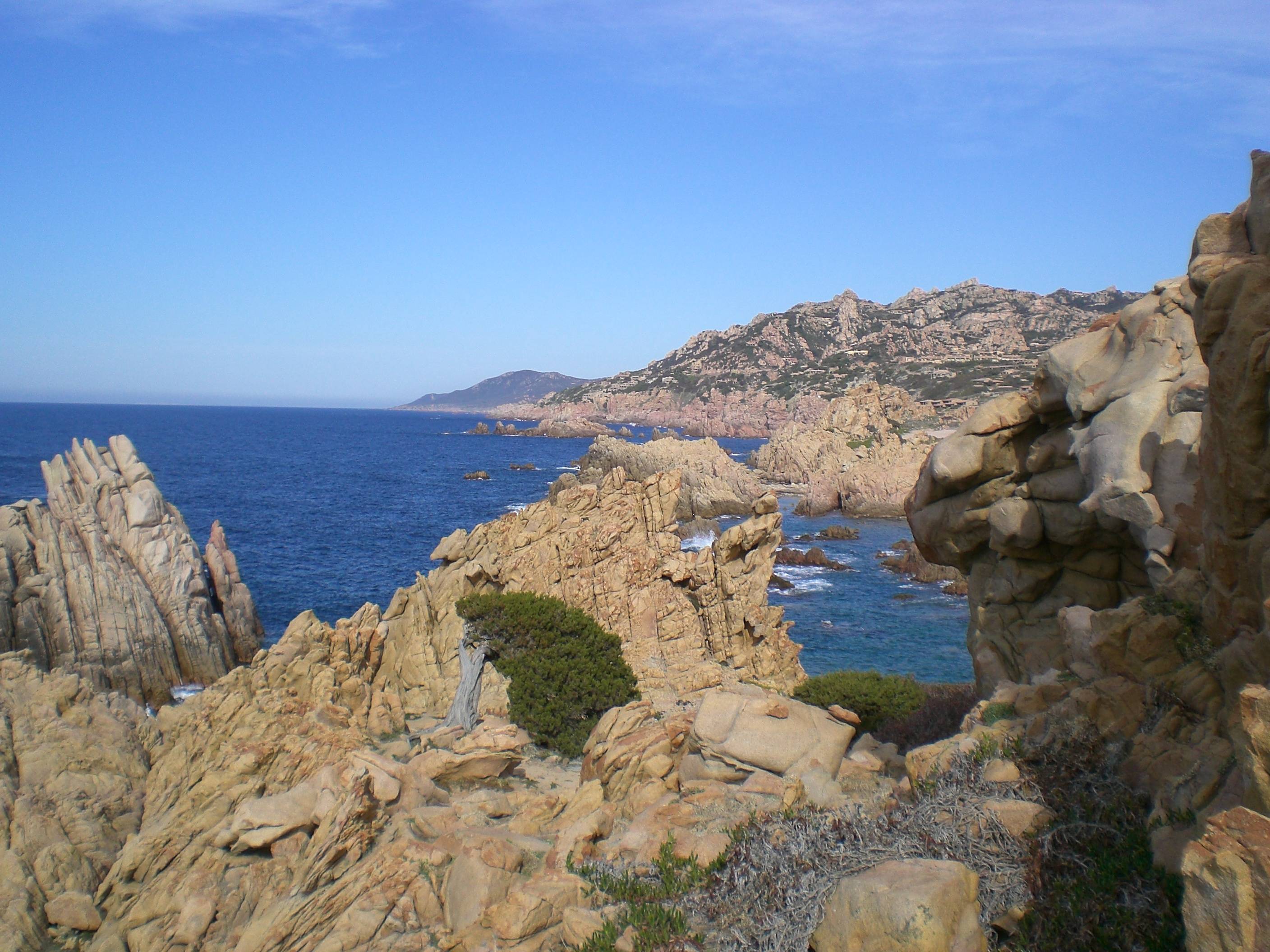
Granitowe wybrzeża Sardynii
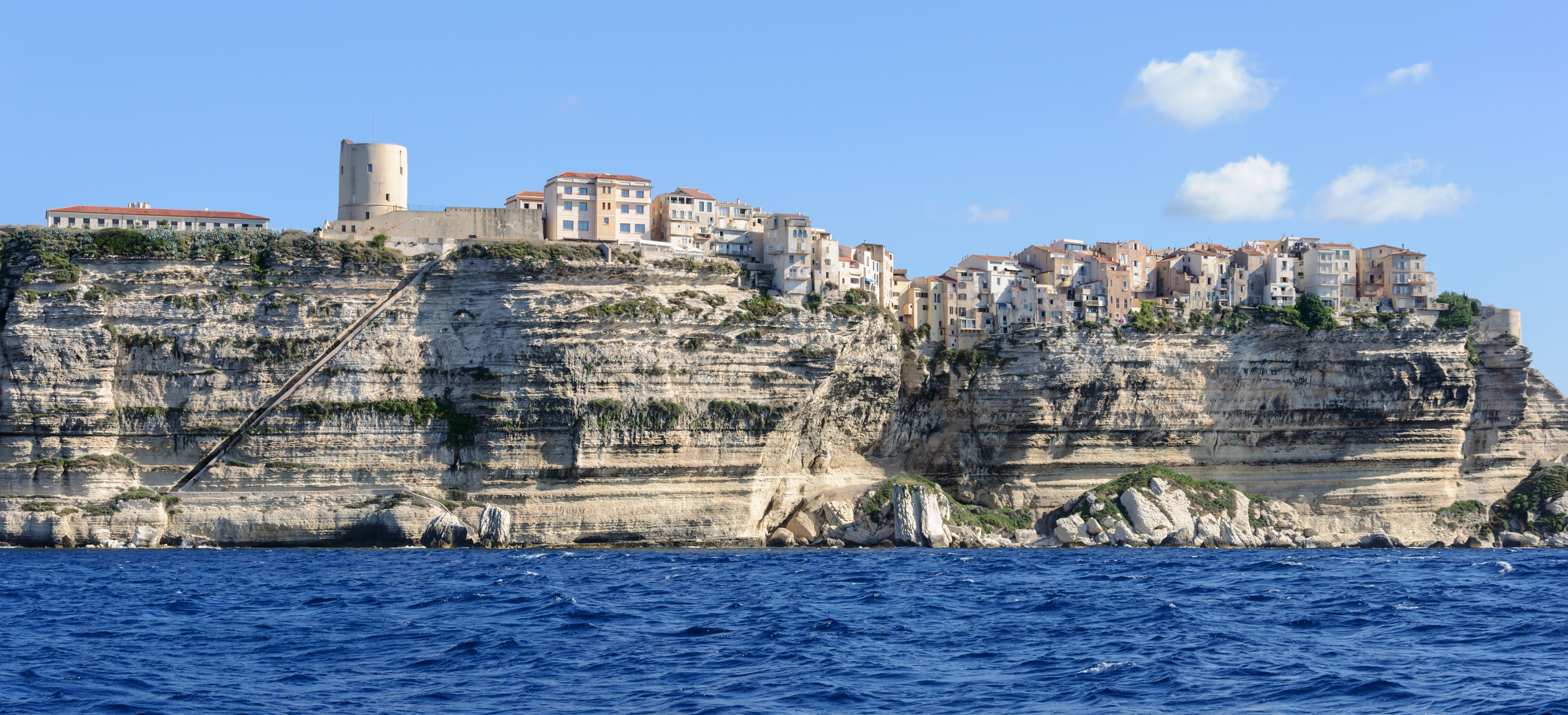
Klify wapienne na Korsyce
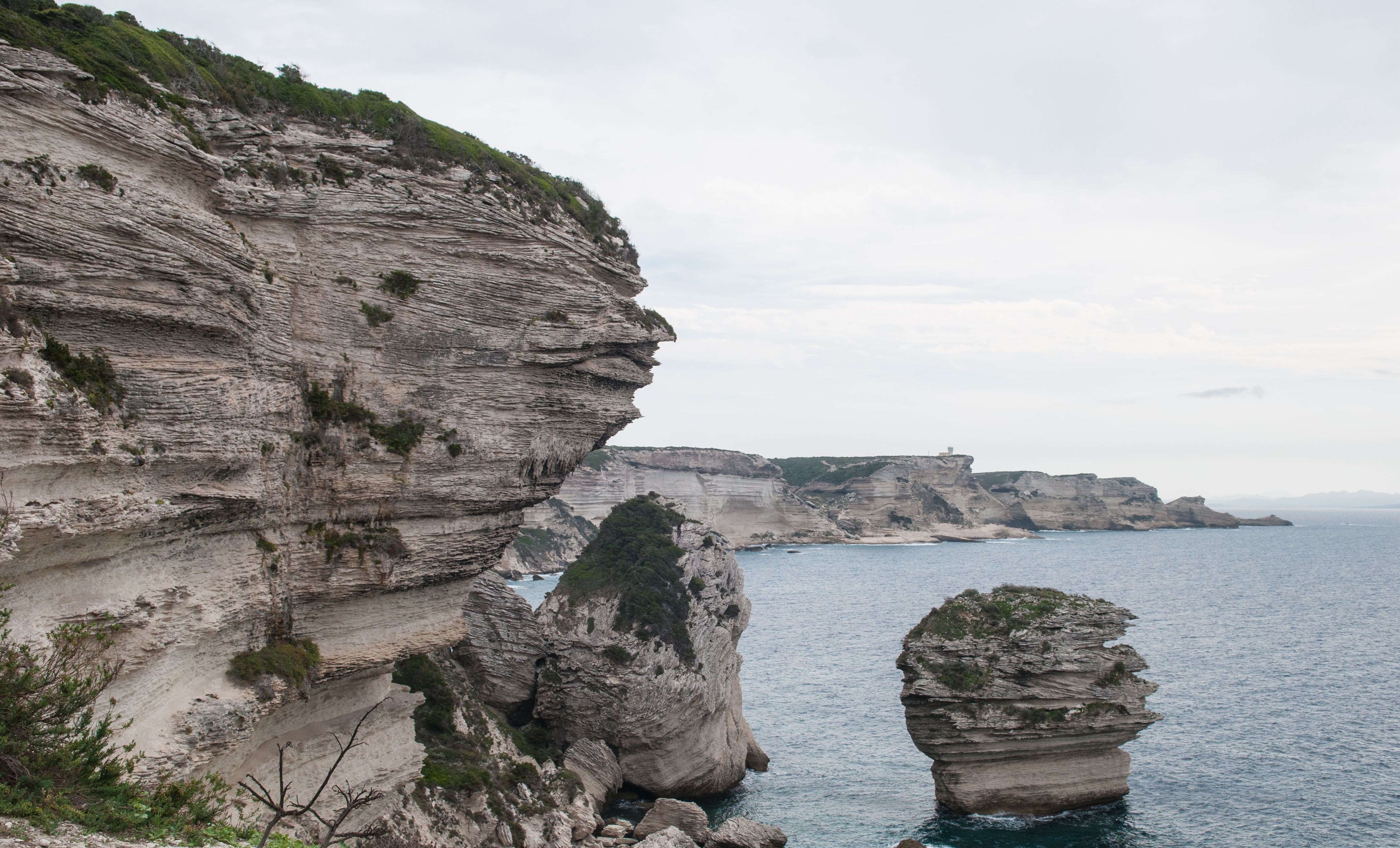
Klify wapienne na Korsyce
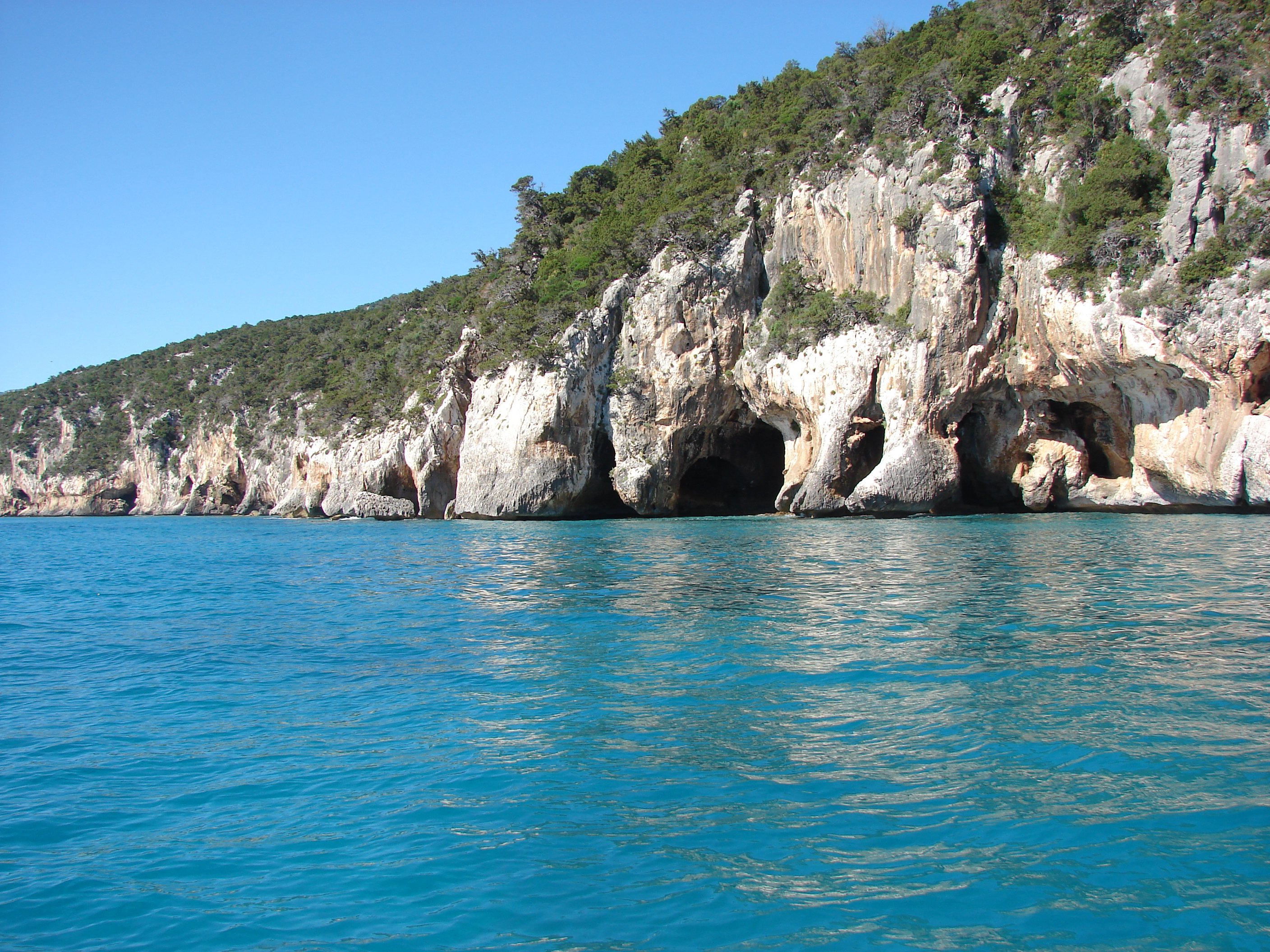
Skały wapienne na wybrzeżu Sardynii

## Literatura
- Włodzimierz Mizerski: Geologia regionalna kontynentów, Warszawa 2004, ISBN 83-01-14339-8
- Ewa Stupnicka: Zarys geologii regionalnej świata, Wydawnictwa Geologiczne, Warszawa 1978